# Hari (réalisateur)
Pour les articles homonymes, voir Hari.
Hari, est un réalisateur indien. Il est connu pour réaliser des films d'action masala en tamoul.

## Filmographie

### Réalisateur et scénariste
| Année | Film            |
| ----- | --------------- |
| 2002  | Thamizh         |
| 2003  | Saamy           |
| 2004  | Kovil           |
| 2004  | Arul            |
| 2005  | Ayya            |
| 2005  | Aaru            |
| 2007  | Thaamirabharani |
| 2007  | Vel             |
| 2008  | Seval           |
| 2010  | Singam          |
| 2011  | Venghai         |
| 2013  | Singam II       |
| 2014  | Poojai          |
| 2017  | Singam 3        |
| 2018  | Saamy Square    |
| 2022  | Yaanai          |
| 2024  | Rathnam         |

### Paroles
| Année | Film            | Chanson                                                     | Composieur          |
| ----- | --------------- | ----------------------------------------------------------- | ------------------- |
| 2007  | Thaamirabharani | "Thaaliye Thevaiyillai"                                     | Yuvan Shankar Raja  |
| 2007  | Vel             | "Thoppul Kodi and Otraikannale"                             | Yuvan Shankar Raja  |
| 2008  | Seval           | "Thayaramma" et "Thulasi Chediya"                           | G. V. Prakash Kumar |
| 2011  | Venghai         | "Yenna Solla Pore and Pudikkudhu"                           | Devi Sri Prasad     |
| 2017  | Singam 3        | "Vettai Theme and Wi Wi Wi Wi Wifi"                         | Harris Jayaraj      |
| 2022  | Yaanai          | "Ganapathy Saranam", "Deiva Magale" et "Edhanaala Varutham" | G. V. Prakash Kumar |